# Goldbach (Bischofswerda)
Goldbach ist ein Ortsteil der ostsächsischen Stadt Bischofswerda.

## Lage

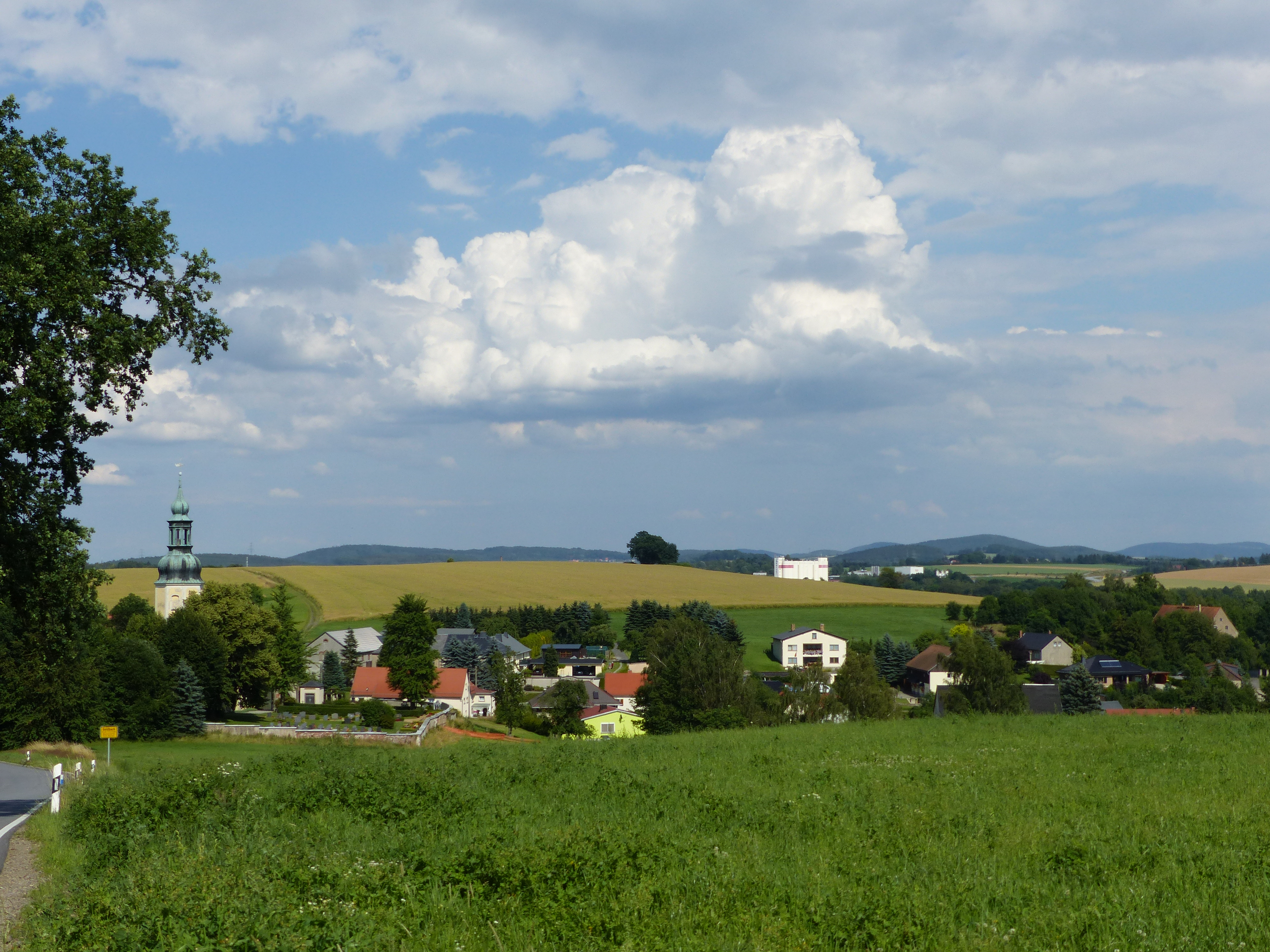
Blick vom Kesselberg auf Goldbach

Goldbach liegt an einem alten Fernverkehrsweg, der Meißen mit Bautzen verband. Obwohl dessen Verlauf nicht der heutigen Bundesstraße 6 entspricht, hatte er doch dieselbe fördernde Wirkung auf den Ort.
Die Siedlung zieht sich von der Wesenitz in einem kleinen Seitentälchen etwa 2 km aufwärts, überschreitet eine 315 m hohe Wasserscheide und senkt sich in das Tal eines Nebenrinnsals des Grunabaches.

## Geschichte

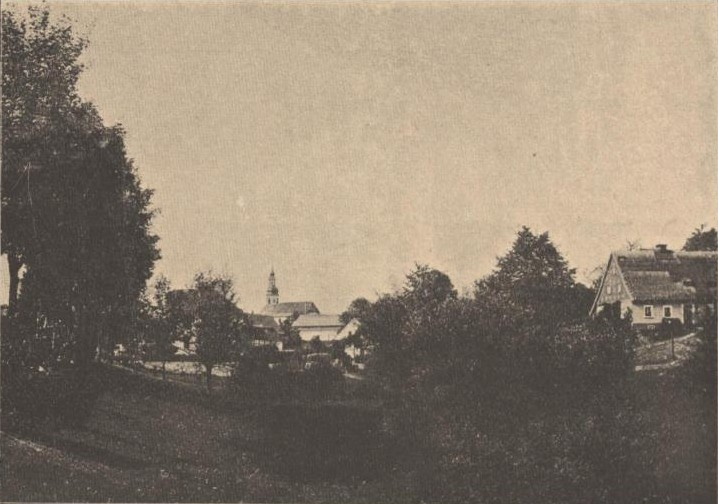
Ansicht um 1900

Erstmals wird Goldbach 1226 neben Weickersdorf und Geißmannsdorf auf einem Rückgabevertrag des Königs Ottokar von Böhmen an das Bistum Meißen als Goltbach genannt, was so viel wie „Ort am goldfarbenen, hellen Bach“ bedeutet.
Obwohl bereits für 1271 ein Herrensitz erwähnt wird, kann im Stolpener Amtserbbuch 1559 kein bevorrechtigtes Gut mehr nachgewiesen werden. Um 1588 besteht Goldbach aus drei einem Adeligen gehörenden Bauerngütern, die später zu einem Vorwerk und Anfang des 17. Jh. zu einem Rittergut zusammengefasst werden. Spätestens 1648 wurde das Anwesen dem Rittergut Großharthau zugeschlagen, dessen Besitzer sich „auf Harta und Goltbach“ nannte. Diese Verbindung dauerte bis ins 20. Jh. an. Letzter Besitzer war Fürst Friedrich Günther von Schwarzburg (1901–1971).
Auf dem Gelände einer von der Wesenitz angetriebenen ehemaligen Graupenmühle im äußersten Süden der Ortsflur arbeitete seit 1872 die bedeutende Bunt- und Luxuspapierfabrik Goldbach. Das Unternehmen, gemeinhin Bunte genannt, wandelte sich 1892 zu einer Aktiengesellschaft um. 1946 wurde die Fabrik enteignet. In den späten DDR-Jahren wurde das Werk branchenfremd dem VEB Fortschritt Landmaschinen-Kombinat eingegliedert und als Zulieferbetrieb genutzt.

### Eingemeindungen
Im Jahr 1977 wird Weickersdorf eingemeindet. 1994 erfolgt der Zusammenschluss mit Großdrebnitz unter diesem Namen. Zwei Jahre später (1996) erfolgt die Angliederung zur Stadt Bischofswerda.

### Einwohnerentwicklung
1559: 29 besessene(r) Mann, 11 Häusler, 12 Inwohner, 14 Hufen
1764: 22 besessene(r) Mann, 10 Häusler, 2 Wüstungen, 16 Hufen
Einwohnerentwicklung ab 1834:
| Jahr          | 1834 | 1890 | 1925 | 1939 | 1946 | 1950 | 1964 | 1990 | 2000 | 2008 |
| Einwohnerzahl | 356  | 505  | 703  | 664  | 723  | 863  | 695  | 857  | 505  | 469  |
| ------------- | ---- | ---- | ---- | ---- | ---- | ---- | ---- | ---- | ---- | ---- |

## Kirche

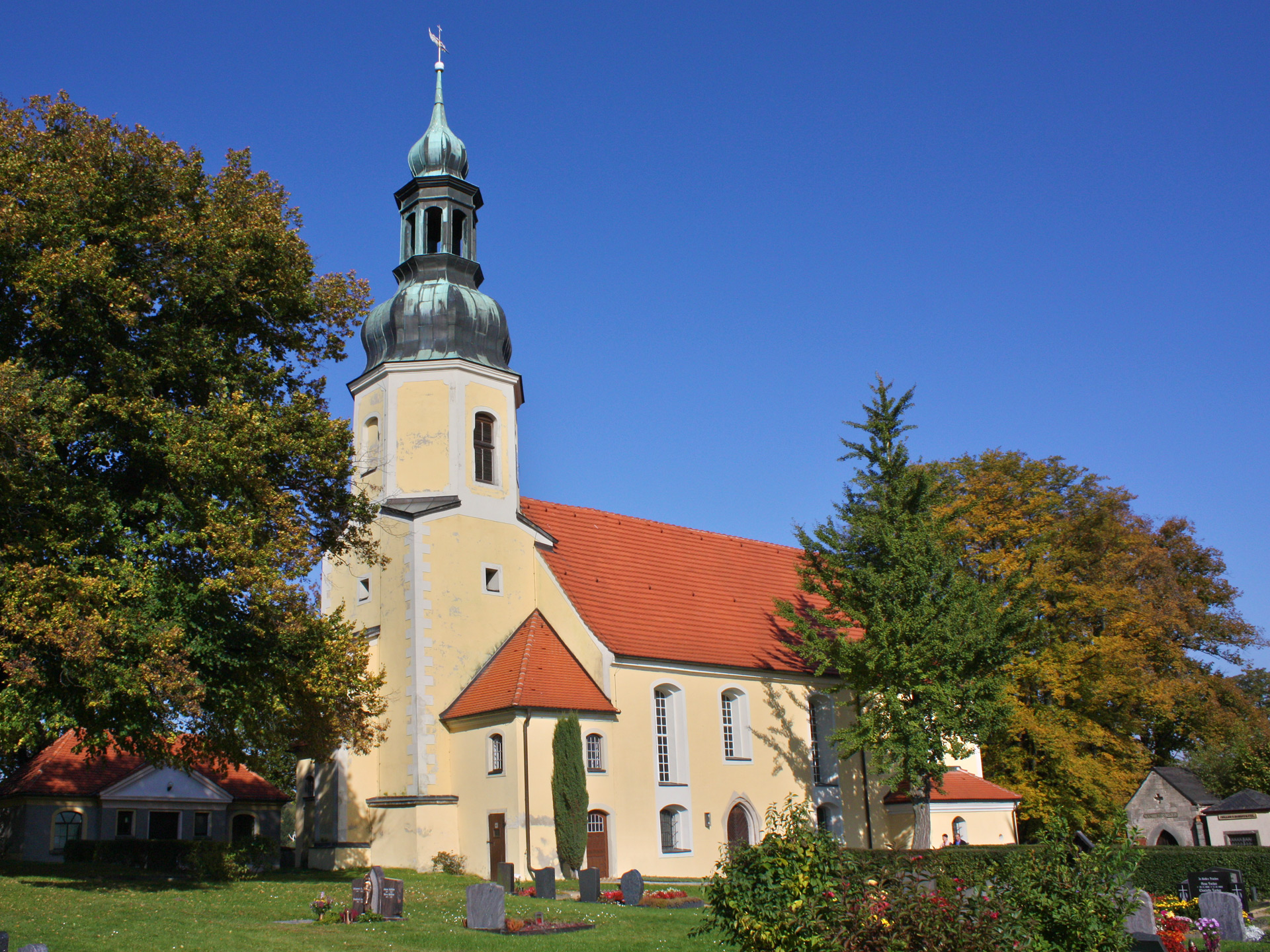
Marienkirche

An einem alten Fernverkehrsweg zwischen Dresden und Bautzen stand seit dem 13. Jahrhundert eine Kapelle. Sie war Maria geweiht. Von diesem Patrozinium zeugen der Name Marienkirche und eine Holzfigur „Maria mit dem Jesuskind“ (um 1440).
Im Jahr 1559 wurde die Kapelle in eine Saalkirche umgebaut. Der jetzige Kirchenbau mit schlichtem Saal, flacher Decke und Holzemporen an drei Seiten wurde 1778 geweiht. An der Südseite der Kirche ist ein spätgotisches Portal eines Vorgängerbaus aus dem 16. Jahrhundert erhalten. In den Jahren 1992 bis 1996 fand eine umfassende Außen- und Innensanierung der Kirche statt.
Zacharias Hildebrandt, Schüler des berühmten Gottfried Silbermann, errichtete 1756 eine Orgel im Stil des Rokoko. 1883 wurden von den 18 Registern auf zwei Manualen und Pedal 13 Register im Sinne des romantischen Zeitgeschmacks ersetzt. Im Jahr 1908/09 stiftete Friedrich Bayer, dessen Vorfahren aus dem zur Parochie Goldbach gehörenden Weickersdorf stammten, einen Orgelneubau durch die Firma Eule aus Bautzen als op. 116. Hierbei wurden die fünf erhaltenen Register der Hildebrandt-Orgel wiederverwendet, die seitlichen Gehäuse erweitert und die bisher mechanische Traktur auf eine pneumatische umgestellt. Die Orgel verfügt seitdem über 972 klingende Pfeifen sowie 40 stumme Pfeifen im oberen Teil des Prospekts. Im Jahr 2008 führte die Firma Eule eine Restaurierung der Orgel durch.

## Personen
Georg Winckler aus Goldbach unterstützte als Prediger der Stiftskirche zu Halle die Lehren von Martin Luther. Auf der Rückreise von einem Verhör bei Erzbischof Albrecht in Aschaffenburg wurde er am 23. April 1527 ermordet. Luther widmete ihm seine Tröstung an die Christen zu Halle über Herrn Georgen, ihres Predigers, Tod. In Goldbach geboren ist die Mutter von Oskar Ernst Bernhardt.

## Vereine
Die Freiwillige Feuerwehr Goldbach wurde 1924 gegründet. Im Jahr 2014 hatte sie 28 aktive Mitglieder.
Weitere Anlaufpunkte für die Goldbacher sind Dorfclub, Dorfverein, Jugendclub, Historischer Feuerwehrverein und Sportverein.

## Belege
1. ↑  Bischofswerda in Zahlen – Einwohnerstatistik 2022. (PDF; 448 KB) S. 1, abgerufen am 23. Oktober 2023.
2. 1 2 3 4  Werner Schmidt, u. a.: Goldbach, Kreis Bischofswerda. In: Lausitzer Bergland um Pulsnitz und Bischofswerda (= Werte unserer Heimat. Band 40). 1. Auflage. Akademie-Verlag, Berlin 1983, S. 145.
3. ↑  Bebauungsplan 28, Begründung (*.pdf), S. 3
4. ↑  Walter von Boetticher: Geschichte des Oberlausitzischen Adels und seiner Güter. Bd. 1, Görlitz 1919
5. ↑  Johannes E. R. Berthold: Die Bunte. In: sachsen-lese.de. Abgerufen am 20. März 2013.
6. ↑  vgl. Eintrag von Goldbach im HOV
7. ↑  Chronik der Marienkirche Goldbach. In: www.christusbote.de. Vereinigte Evangelisch-Lutherische Kirchgemeinde Bischofswerda, archiviert vom Original (nicht mehr online verfügbar) am 29. Juli 2010; abgerufen am 10. November 2009 (Quelle: Päßler, Roland: Heimatblätter. Historischer Streifzug durch die Gegend um Großharthau und Bischofswerda, 94ff.).  Info: Der Archivlink wurde automatisch eingesetzt und noch nicht geprüft. Bitte prüfe Original- und Archivlink gemäß Anleitung und entferne dann diesen Hinweis.
8. ↑  Geschichte der Orgel (Memento des Originals vom 28. Oktober 2014 im Internet Archive)  Info: Der Archivlink wurde automatisch eingesetzt und noch nicht geprüft. Bitte prüfe Original- und Archivlink gemäß Anleitung und entferne dann diesen Hinweis. (gesehen am 17. Januar 2010).
9. ↑  Adolf Laube, Ulman Weiss: Flugschriften gegen die Reformation (1525-1530).
Band 1, Akademie Verlag, 2000, S. 525
10. ↑  Martin Luther: Tröstung an die Christen zu Halle über Herrn Georgen, ihres Predigers, Tod
11. ↑  Ortsfeuerwehr Goldbach. In: Freiwillige Feuerwehr Bischofswerda. Freiwillige Feuerwehr Bischofswerda, abgerufen am 1. September 2015.
12. ↑  500 Goldbacher verbringen viel Freizeit in ihren Vereinen. In: Sächsische Zeitung. 24. September 2009.